# 三井寺駅
三井寺駅（みいでらえき）は、滋賀県大津市浜大津三丁目にある、京阪電気鉄道石山坂本線の停留場。駅番号はOT13。

## 歴史
- 1922年（大正11年）5月7日：大津電車軌道が浜大津駅から延伸し、その終着として開業。
- 1927年（昭和2年）
  - 1月21日：会社合併により琵琶湖鉄道汽船の停留場となる。
  - 5月15日：当駅から兵営前駅（現・大津市役所前駅）まで延伸、途中駅となる。
- 1929年（昭和4年）4月11日：会社合併により京阪電気鉄道石山坂本線の停留場となる。
- 1943年（昭和18年）10月1日：会社合併により京阪神急行電鉄（現・阪急電鉄）の停留場となる。
- 1945年（昭和20年）
  - 5月15日：輸送混乱防止のため休止。
  - 12月2日：営業再開。
- 1949年（昭和24年）12月1日：会社分離により、改めて京阪電気鉄道の停留場となる。
- 2007年（平成19年）4月1日：PiTaPa使用開始。

## 停留場構造

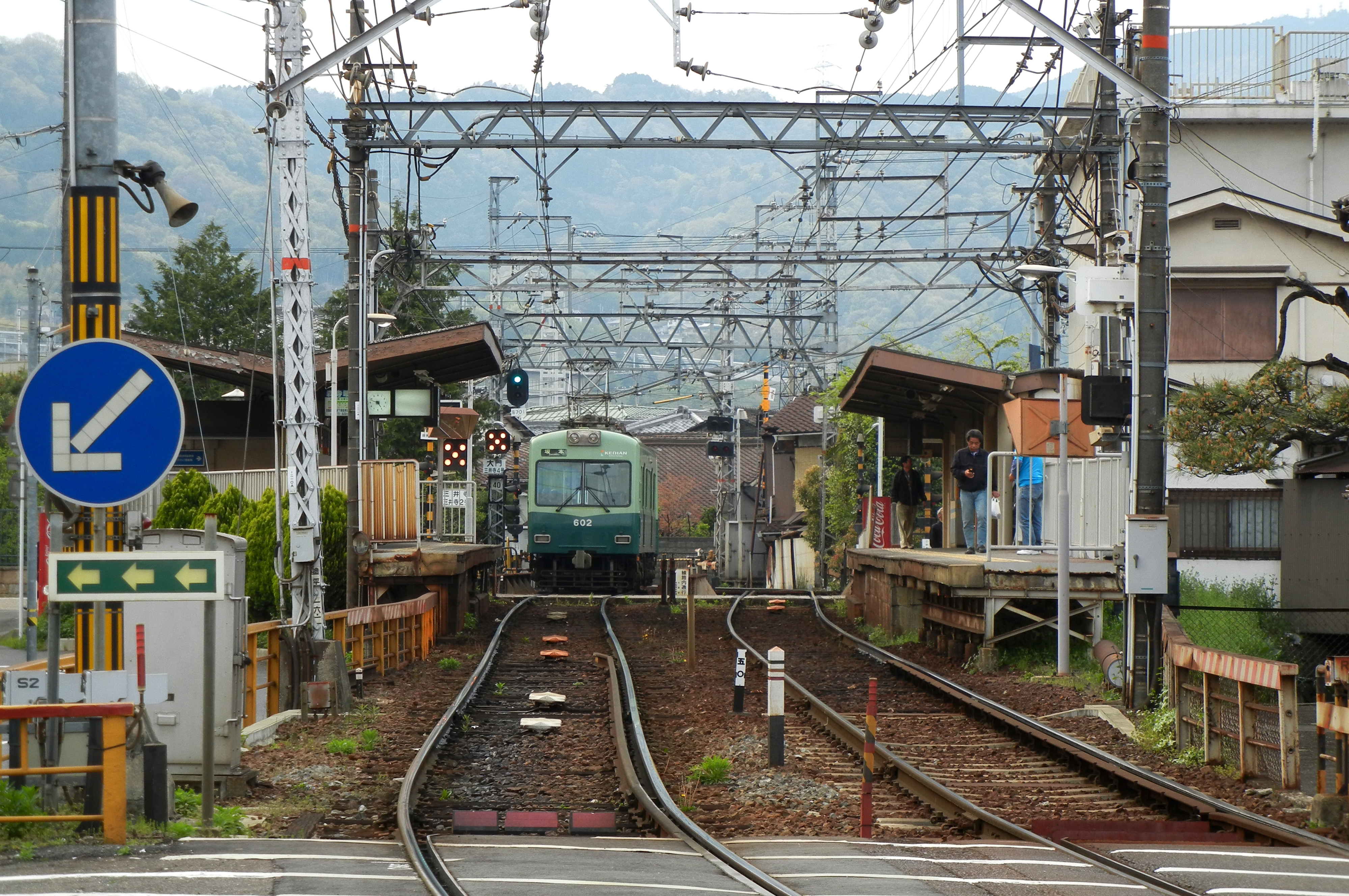
構内（2011年4月、浜大津寄りの道路から撮影）

相対式ホーム2面2線をもつ地上駅である。無人駅であり、改札は上下線で別々となっている。なお、改札口は石山寺方面行きは坂本比叡山口寄りに、坂本比叡山口方面行きはホームのほぼ中央にある。

### のりば
| ホーム | 路線        | 方向 | 行先                     |
| ------ | ----------- | ---- | ------------------------ |
| 西側   | ▼石山坂本線 | 下り | 坂本比叡山口方面         |
| 東側   | ▼石山坂本線 | 上り | びわ湖浜大津・石山寺方面 |

- ホーム有効長は2両。のりば番号は設定されていない。

## 停留場周辺
- 琵琶湖疏水
- 琵琶湖周航の歌 1番の歌碑
- びわこ競艇場
- 園城寺（三井寺）
- 円満院門跡
- 大津市立長等小学校
- 大津観音寺郵便局
- 大津市長等市民センター
- 滋賀県道558号高島大津線
- 江若交通・京阪バス「三保ヶ崎」停留所

## 隣の停留場
京阪電気鉄道
▼石山坂本線
びわ湖浜大津駅 (OT12) - 三井寺駅 (OT13) - 大津市役所前駅 (OT14)
- かつてはびわ湖浜大津駅との間に川口駅が存在した。